# Marynowo (Podlachië)
Marynowo, (Litouws: Marinavas) is een plaats in het Poolse district  Sejneński, woiwodschap Podlachië. De plaats maakt deel uit van de gemeente Sejny en telt 120 inwoners.